# Thomas Stauch
Thomas Stauch (n. 11 de marzo de 1970) es un baterista alemán conocido por su participación en el grupo de power metal Blind Guardian hasta el año 2005, cuando fundó el grupo Savage Circus. 
Thomas Stauch estuvo con Blind Guardian desde sus inicios en 1985 hasta abril de 2005, siendo su último disco de estudio editado con el grupo A Night at the Opera. Su salida del grupo fue una sorpresa, ya que Blind Guardian había mantenido su formación igual desde el principio. Los motivos de esta decisión se originaron en el distanciamiento del estilo clásico que está llevando Blind Guardian, distanciamento con el cual Stauch no estaba de acuerdo. Este motivo fue revelado en una entrevista llevada a cabo a Stauch por el programa de radio Tiempos Violentos, programa integrante de la radio "Rock and Pop"(Argentina).
Todavía estando en Blind Guardian, funda Savage Circus junto a Piet Sielck. Con Savage Circus graba el álbum Dreamland Manor (2005) y un DVD en directo desde Atlanta. A finales de agosto de 2007, Stauch es expulsado de Savage Circus, según se dice por sus problemas de salud que le impedían acudir a todos los conciertos de la gira [cita requerida], quedando actualmente únicamente con su tercer grupo, Coldseed.
En marzo de 2008 Thomen anuncia el nuevo proyecto que ha comenzado a forjar junto al guitarrista de Domian, Axel Ritt y el vocalista de la banda Virgin Steele, David DeFeis, actualmente carecen de bajista, pero siguen con la búsqueda.
Según Thomen, esta nueva banda, aun sin nombre, será del estilo que tocaban Blind Guardian en los viejos tiempos, una mezcla entre power metal y speed con toques de symphonic metal. Ya han comenzado a escribir material para el nuevo proyecto y no tardaremos en saber más sobre la nueva creación de Thomen.
El estilo de Stauch se caracteriza sobre todo por su fuerza y energía en la pegada, su maestría en intercalar el doble bombo y en general su técnica y velocidad. Hace un gran uso de los toms, y de los cuales tiene ocho en su set.
Stauch vive en Krefeld, Alemania, donde además imparte clases de batería. También ha vivido durante una época en España.
Thomen es el nuevo batería de la banda alemana de industrial/gothic/rock llamada Seelenzorn, a la que se unió en septiembre de 2008.

## Set con Blind Guardian
- Toms: 8', 10', 12', 13', 14', 15', 16', 18'. Todos Premier de la serie Signia y con profundidad máxima.
- Platos: 16” Mellow Crash-Paiste, 18” Full Crash-Paiste, 18” Power Crash-Paiste, 18” Full Crash-Paiste Formula Series, 16” Mellow Crash-Paiste, 20” Heavy China-Paiste, 22” Power Ride-Paiste, 14” Medium Hi-Hat-Paiste, 14” Dark Crisp Hi-Hat-Paiste.
- Hardware: Pedales DW-5000, Rack Gibraltar, baquetas Pro Mark 5B
- Parches: Evans, tanto en toms como bombos y caja
- Además, en ocasiones suele llevar su batería triggerda con triggers de la marca DDRUM para conseguir un sonido digitalizado a través de un módulo de sonidos.